# Маргарит Николов
Маргарит Стефанов Николов е български режисьор.

## Биография
Роден е в град Стара Загора на 31 юли 1945 г. През 1970 г. завършва кинорежисура във ВГИК, Москва. Дебютира в киното с игралната новела „Стихове“, включена във филм със заглавие „На зазоряване“ (1972). Режисьор е на документалния филм „Кратка изповед“ за писателя Чудомир – първа награда за документален филм на фестивалите във Велинград и Варна, 1973, както и на игралния пълнометражен филм на нравствено – екологична тема „Дневна светлина“ (1974).
През 1978 г. е удостоен с Димитровска награда за четирисерийния телевизионен художествено – документален филм „По дирята на безследно изчезналите“ (1978)
В края на 80-те години Маргарит Николов подбира от наши и чужди филмови, исторически архиви със заснети живи свидетели материали за трисерийния документален филм „Голямата самота на века“ с работно заглавие „Фронтът“, който не е приет и не е показван никъде. Филмът разказва за България във времето между сталинизма и фашизма.
Маргарит Николов е член на СБФД и СБЖ. Бил е председател на Кабинета на младите филмови дейци и в ръководството на Експерименталната студия към СБФД, зам.-председател на Клуба на младата художествено – творческа интелигенция и вицепрезидент на Клуба на българо-съветската художествено-творческа интелигенция.
Повече от двадесет години е вицепрезидент на международната организация на творците на славянските и православни народи, на международния филмов фестивал „Златен Витяз“ и негов главен селекционер за филмите от Република България. Селекционер и участник в международните издания на форума „Златен Витяз“ в областта на театралното и изобразителното изкуство, поезия и проза.
Работил е като режисьор-постановчик в СИФ „Бояна“ (1970 – 1980) и изпълнителен директор на агенция „България“ към БНТ (1991 – 1992). Съосновател на кино специалности във ВИТИЗ „Кръстьо Сарафов“ и дългогодишен преподавател в НАТФИЗ, където е пенсиониран като доцент.

## Филмография
- По дирята на безследно изчезналите (1979)
- Дневна светлина (1974)
- Кратка изповед (1972)
- Стихове (1972)